# Ванье, Ипполит
Ипполит Ванье (фр. Hippolyte Vannier) — французский профессор в области счетоводства, бухгалтерского учета, автор Правила Ванье.

## Достижения
Правило Ванье

Ванье впервые разделил все счета бухгалтерского учета на 3 группы:
- Счета коммерсанта (собственника) — счет капитала и счет убытков и прибылей
- Счета ценностей — счета всех благ, находящихся в хозяйстве и являющихся объектами торгового оборота
- Счета корреспондентов — (счета контрагентов компании — прим. Автора)

## Книги Ипполита Ванье
- La tenue des livres telle qu’on la pratique réellement … . Vannier, Hippolyte, b.1805.
- Traité des comptes en participation du commerce et de la banque, Partie mixte — Paris, 1857.
- Cours complet d’enseignement industriel; premières notions du commerce et de la comptabilité… par Hippolyte Vannier … (Paris, Colas, 1864) Архивная копия от 26 августа 2021 на Wayback Machine
- Перевод на русский: Уроки коммерческой арифметики, или Простые способы вычисления процентов и барышей, для знающих первые четыре правила арифметики — Одесса, тип. Неймана Т. и К°, 1848.